# Cody Saintgnue
Cody Lee Saintgnue (* 15. Juni 1993 in Dayton, Ohio) ist ein US-amerikanischer Schauspieler sowie Model. Bekannt wurde er durch die Rolle des „Brett Talbot“ in der Fernsehserie Teen Wolf, die er zwischen 2014 und 2017 spielte.

## Leben und Karriere
Saintgnue wurde im Juni 1993 in Dayton im US-Bundesstaat Ohio als Cody Lee Saintgnue geboren. Im Alter von neun Jahren wurde er in eine Pflegefamilie gegeben. Er begann mit dem Modeln und konnte einige Wettbewerbe für sich entscheiden. Nebenbei spielte er in einigen Theateraufführungen mit. Im Alter von 14 Jahren zog er mit seiner Mutter nach Los Angeles, um die Schauspielerei zu fördern. Dort lebt er noch heute. Aufgrund seiner Vergangenheit setzt er sich sehr für Wohltätigkeitsorganisationen für Teenager und Kinder ein.
Er konnte sich eine erste kleine Rolle in der Fernsehserie Southland sichern, die 2009 sein Schauspieldebüt bildete. Anschließend war er in weiteren Gastrolle zu sehen. In den Horrorfilmen All Cheerleaders Die (2013) und Preservation (2014) hatte er Hauptrollen inne. Nebenbei war er weiterhin als Model unterwegs und ist nun bei Next Management unter Vertrag.
2014 wurde Saintgnue für eine Nebenrolle in der vierten Staffel der MTV-Fernsehserie Teen Wolf engagiert. Er spielte in Teen Wolf die Rolle des Lacrosse-Spielers und Werwolfes Brett Talbot.

## Filmografie
- 2009: Southland (Fernsehserie, Episode 1x03)
- 2010: America’s Most Wanted (Fernsehshow, Episode 23x18)
- 2011: Dr. House (House, Fernsehserie, Episode 7x02)
- 2012: Criminal Minds (Fernsehserie, Episode 7x14)
- 2013: All Cheerleaders Die
- 2014: Preservation
- 2014: Sessions (Kurzfilm)
- 2014: Table Manners (Kurzfilm)
- 2014–2017: Teen Wolf (Fernsehserie, 9 Episoden)
- 2015: The Storybook Killer (Kurzfilm)
- 2015: Apt. 210 Confessional (Miniserie,1 Episode)
- 2015: Two Girls at Brunch (Kurzfilm)
- 2016: The Short Version of Alma (Kurzfilm)
- 2016: The Golden Year (Kurzfilm)
- 2018: Alcoholocaust (Kurzfilm)
- 2018–2019: The Bay (Fernsehserie, 9 Episoden)
- 2019: The Circuit
- 2019: Six Degrees of Separation (Miniserie, 5 Episoden)
- 2020–2021: FraXtur (Fernsehserie, 8 Episoden)